# 前进 (格陵兰)
前进是格陵兰的主要政党之一，成立于1977年，现主席为汉斯·埃诺克森，主张格陵兰完全脫離丹麥獨立。作為社会民主主义政党，该党亦支持私有化及市場經濟。
现为格陵兰执政党。该党是北欧社会民主劳工运动共同委员会的成员。